# إميلي إستر
إميلي إستر (بالدنماركية: Emilie Esther)‏ هي مغنية دنماركية، ولدت في 12 مايو 1999 في آلبورغ في الدنمارك.

## وصلات خارجية
- إميلي إستر على موقع IMDb (الإنجليزية)
- إميلي إستر على موقع ميوزك برينز (الإنجليزية)
- إميلي إستر على موقع أول ميوزيك (الإنجليزية)
- إميلي إستر على موقع ديسكوغز (الإنجليزية)